# Therese Malfatti
Therese Malfatti (Viena 1792- Viena 1851) és una pianista i compositora austríaca. Era una deixebla de Ludwig van Beethoven, que se'n va enamorar en cos i ànima.
Era filla del comerciant vienès Jacob Friedrich Malfatti (1769-1829) i cosina del famós metge Johann Baptist Malfatti (1775-1859). Son pare va ser elevat a la noblesa hereditària el 2 d'abril de 1806 amb el títol «noble von Rohrenbach zu Dezza». Es va casar el 1811 amb el baró Johann Wilhelm Drossdick.
És probablement la persona a qui Beethoven va dedicar la famosa bagatel·la «Per a Elisa» el 1810. El 1867, l'autògraf n'era molt malmés, quan Ludwig Nohl (1831-1885) l'edita. Només sap desxifrar «Für …se», i adevina que fos «Elise».